# Turki Al-Sheikh

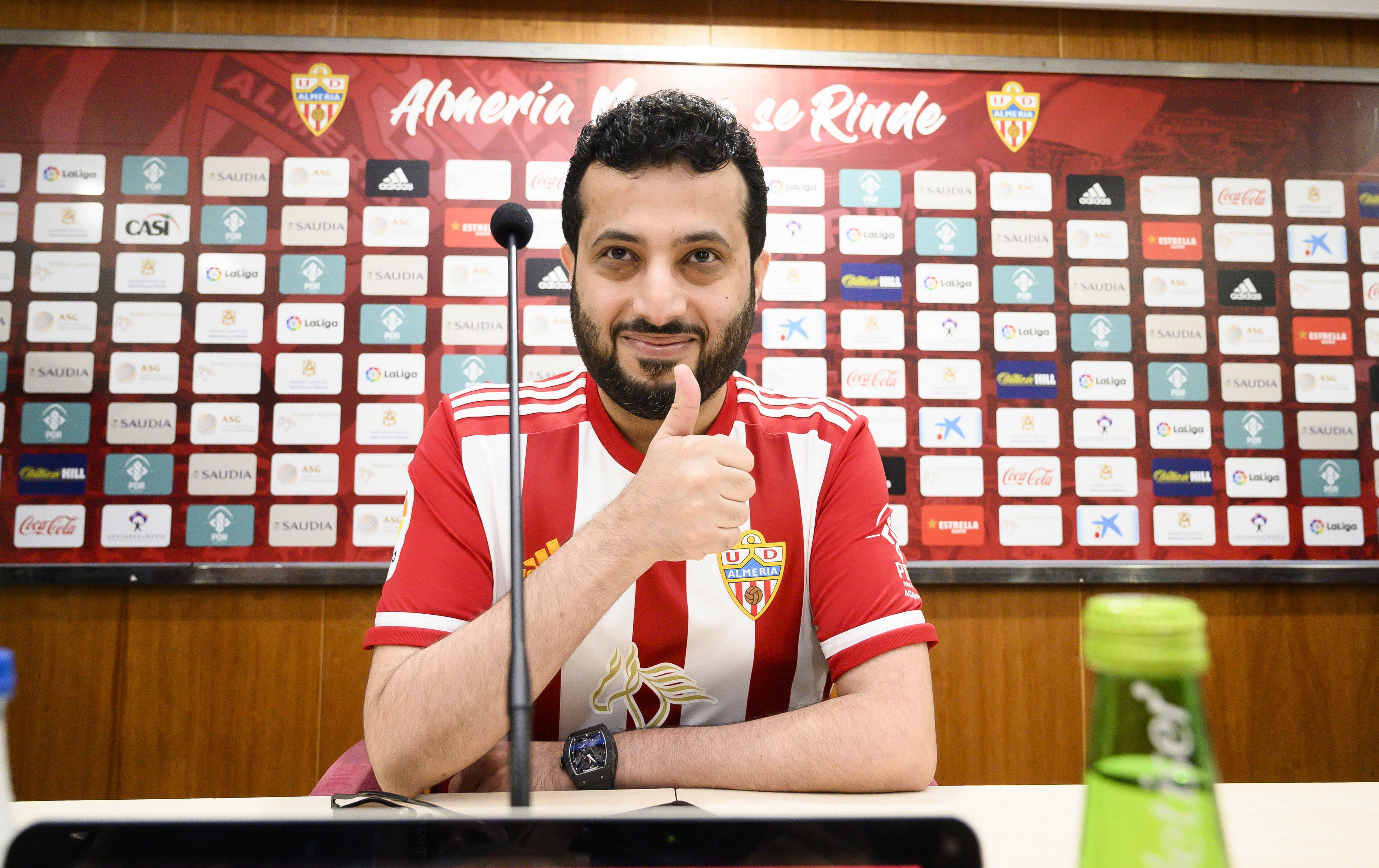
Turki Al-Sheikh (2019)

Turki bin Abdulmohsen bin Abdul Latif Al-Sheikh (arabisch تركي بن عبد المحسن بن عبد اللطيف آل الشيخ, DMG Turkī b. ʿAbd al-Muḥsin b. ʿAbd al-Laṭīf Āl aš-Šaiḫ; * 4. August 1981 in Riad) ist ein saudi-arabischer Geschäftsmann, Sportfunktionär und seit Januar 2015 Berater am königlichen Hof seit Juni 2017 im Rang eines Regierungsministers.

## Leben
Von September 2017 bis Februar 2020 war er Vorsitzender der Allgemeinen Sportbehörde (General Sports Authority, GSA) in Saudi-Arabien (heute Sportministerium), daneben ist er Vorsitzender des Islamischen Solidaritätssportbundes.
Er war ehrenamtlich Präsident von Al-Taawoun in Buraidah.
Seit 2019 ist er Eigentümer des spanischen Fußballvereins UD Almería.
Seit Dezember 2018 ist er Vorsitzender der Allgemeinen Behörde für Unterhaltung (General Entertainment Authority, GEA).